# Chat marsupial à queue tachetée
Dasyurus maculatus
Espèce
Statut de conservation UICN

 NT  : Quasi menacé
Le chat marsupial à queue tachetée (Dasyurus maculatus) encore appelé dasyure tigre est le plus gros marsupial carnivore de l'Australie.
Il appartient à la famille des Dasyuridae, qui comprend les chats marsupiaux, le diable de Tasmanie et le thylacine. Il y a au total six espèces de chats marsupiaux, quatre en Australie et deux en Papouasie-Nouvelle-Guinée.

## Description

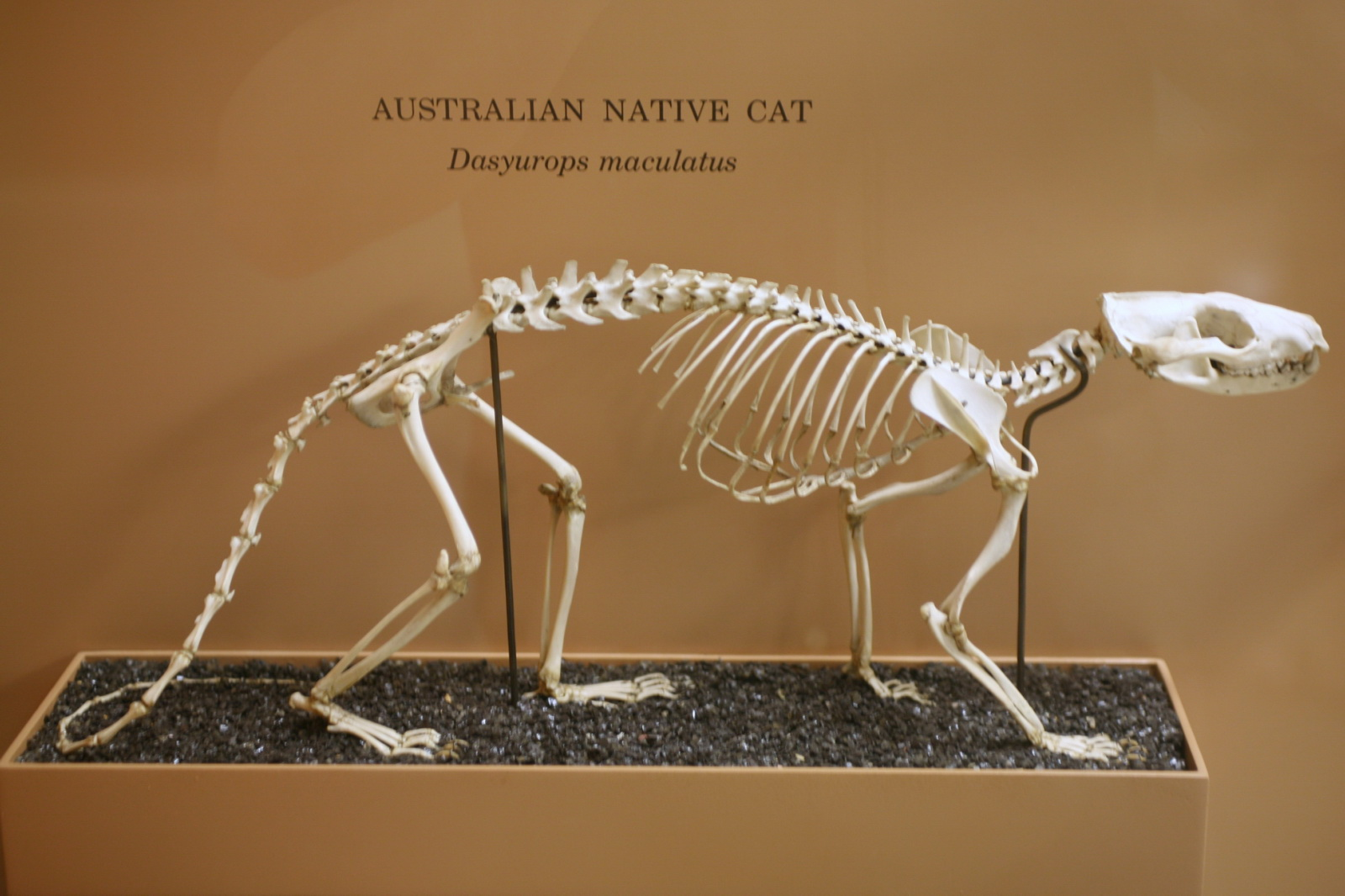
Squelette de chat marsupial à queue tachetée.

Les dasyures tigres ont une fourrure épaisse qui peut aller du fauve clair au brun ou au noir, avec de petites taches blanches sur tout le corps, y compris, comme le montrent les photos, sur la queue touffue qui peut présenter aussi une tache blanche à l'extrémité. Ils mesurent entre 35 et 75 cm de long, sans compter une queue pouvant atteindre 50 cm. Les femelles sont plus petites et plus légères que les mâles. Elles pèsent environ 4 kg contre 7 kg pour les mâles.

## Biologie
Leur régime alimentaire comprend une grande variété de proies :
- oiseaux, rongeurs, autres petits marsupiaux, reptiles et insectes.

Ce sont de bons grimpeurs mais ils passent la plupart de leur temps au sol. Leur activité est nocturne, mais ils passent de longues périodes à se chauffer au soleil. Ils nichent dans les bancs de rochers, dans des creux ou de petites grottes.

## Reproduction
Les femelles ont une portée par an avec de 4 à 6 petits. La gestation est de 21 jours puis les jeunes restent encore 7 semaines dans la poche marsupiale et deviennent indépendants au bout de 18 semaines. La maturité sexuelle est atteinte vers un an et la durée de vie est comprise entre 4 et 5 ans.

## Répartition

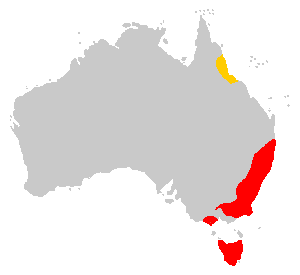
Aires de répartition des 2 sous-espèces:
D. maculatus gracilis (au nord)
D. maculatus maculatus (au sud)

## Galerie

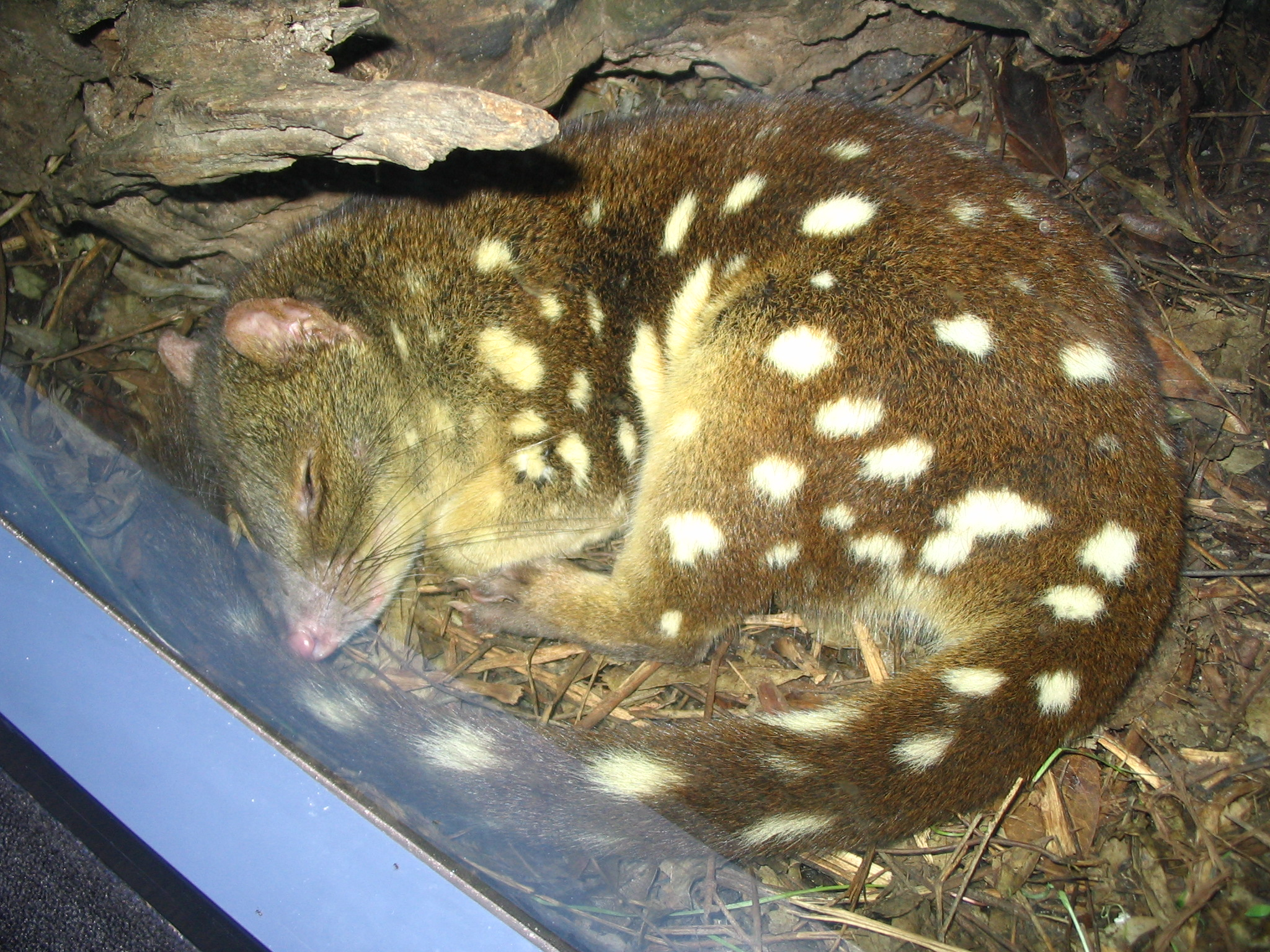
Spécimen exposé au zoo Wild Life Sydney (en)
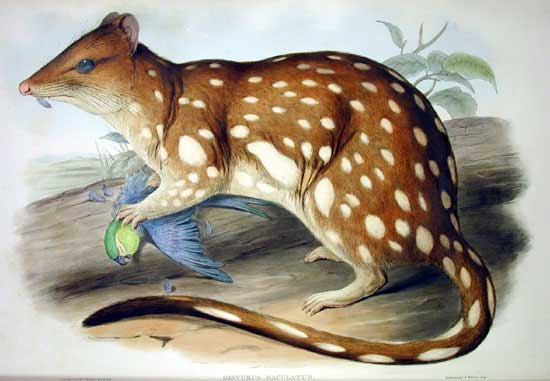
Dessin de John Gould